# グッドウィルゲームズ
グッドウィルゲームズ（Goodwill Games）はタイム・ワーナーの創設者テッド・ターナーの提唱で行われていた国際スポーツ親善大会。
1984年ロサンゼルス五輪の東側諸国のボイコットに対抗して、ソビエト連邦のモスクワで1986年に第1回大会が行われた。79カ国、3000名以上の選手が参加した。原則としてオリンピックと同様に4年に1度開催された。2005年の開催が中止となり、それ以降は開催されていない。

## 開催地一覧
| 年             | 開催国・都市                               | 備考                 |
| -------------- | ------------------------------------------ | -------------------- |
| 1986年         | ソビエト連邦モスクワ                       | 79カ国、3000名が参加 |
| 1990年         | アメリカ合衆国ワシントン州シアトル         | 54カ国、2300名が参加 |
| 1994年         | ロシアサンクトペテルブルク                 | 74カ国、2000名が参加 |
| 1998年         | アメリカ合衆国ニューヨーク州ニューヨーク   |                      |
| 2000年         | アメリカ合衆国レークプラシッド             | 唯一の冬季大会       |
| 2001年         | オーストラリアクイーンズランド州ブリスベン | 最後の大会           |
| 2005年（冬季） | カナダカルガリー                           | 開催中止             |
| 2005年（夏季） | アメリカ合衆国アリゾナ州フェニックス       | 開催中止             |

## 日本代表メダル受賞者
1986年（金1、銀0、銅3）
- 向井幹博（男子柔道60kg級）金メダル
- 古賀元博（男子柔道65kg級）銅メダル
- 岡田龍司（男子柔道無差別級）銅メダル
- 男子バレーボール 銅メダル

1990年（金2、銀3、銅10）
- 吉鷹幸春（男子柔道71kg級）金メダル
- 岡田弘隆（男子柔道86kg級）金メダル
- 鏑木文隆（男子柔道78kg級）銀メダル
- 山本洋祐（男子柔道65kg級）銅メダル
- 秋山勝彦（男子柔道95kg級）銅メダル
- 渡辺浩稔（男子柔道95kg超級）銅メダル
- 立野千代里（女子柔道56kg級）銅メダル
- 山田紀美子（女子柔道61kg級）銅メダル
- 吉田雅美（男子やり投げ）銅メダル
- 佐藤恵（女子走高跳）銅メダル

1994年（金1、銀2、銅4）
- 真喜志慶治（男子柔道95kg級）金メダル
- 乙黒靖雄（男子柔道60kg級）銀メダル
- 中嶋靖宏（男子柔道78kg級）銀メダル
- 弓矢竜太（男子柔道65kg級）銅メダル
- 土屋好英（男子柔道71kg級）銅メダル
- 生駒有史（男子柔道95kg級）銅メダル

1998年（金0、銀1、銅1）
- 不明

2001年 （金4、銀0、銅3） 
- 北島康介（男子競泳100m平泳ぎ）金メダル
- 室伏広治（男子ハンマー投げ）金メダル
- 村主章枝（女子フィギュアスケート）銅メダル